# BBMak
BBMak fue un grupo británico de pop, pop rock, formado en 1996. Su más importante hit fue "Back Here".

Miembros:
- Christian Burns (voz solista, coros y guitarra rítmica (casi siempre acústica)-
- Mark Barry (voz solista, coros, y en alguna ocasión toca la gaita o minigaita irlandesa) -
- Ste McNally (voz solista, coros y guitarra eléctrica solista) -

Además solían acompañarles algunos músicos más, como un bajista, un batería, guitarra adicional, etc.

## Biografía
El grupo musical BBMak, cuyo nombre viene de los apellidos de los componentes, está formado por:
Christian Burns (B), Mark Barry (B) y Stephen McNally (Mak), abreviatura de Steven.
Los tres cantan y tocan sus instrumentos; además escriben la mayoría de sus canciones, e incluso las producen. 
Se podrían definir como un grupo vocal-instrumental de Pop Rock, donde los coros, juegan un papel importante, junto con las segundas voces.
Se conocieron en 1996, y hasta llegar a la fama estuvieron varios años juntos tocando y cantando en locales pequeños, (incluso en el metro de Londres), hasta que los fichó la discográfica Hollywood Records.
Tras grabar un demo, BBMak decide montar un pequeño concierto delante de la sede de una de las más importantes discográficas de Inglaterra, en el centro de la calle. 
BBMak había conseguido asegurarse un contrato. Su sencillo debut, "Back Here", se convirtió inmediatamente en un éxito en Reino Unido y Japón, preparando el terreno para su disco presentación que se editaría en los Estados Unidos en 2000 y en los demás países de Europa.
Curiosamente triunfaron primero en Estados Unidos, y luego en Reino Unido (su lugar de origen).

## Discografía

### Álbumes de estudio
| Año                                   | Detalles del álbum                                                                            | Mejores posiciones en listas | Mejores posiciones en listas | Certificación (es) (ventas) |
| Año                                   | Detalles del álbum                                                                            | UK                           | US                           | Certificación (es) (ventas) |
| ------------------------------------- | --------------------------------------------------------------------------------------------- | ---------------------------- | ---------------------------- | --------------------------- |
| 2000                                  | Sooner or Later - Fecha de Lanzamiento: 16 de mayo de 2000 - Discográfica: Telstar Records    | 16                           | 38                           | - US: Oro                   |
| 2002                                  | Into Your Head - Fecha de Lanzamiento: 27 de agosto de 2002 - Discográfica: Hollywood Records | —                            | 25                           |                             |
| "—" denota que no entró en los charts |                                                                                               |                              |                              |                             |

### Sencillos
| Año                                    | Sencillo                           | Mejores posiciones en listas | Mejores posiciones en listas | Mejores posiciones en listas | Mejores posiciones en listas | Mejores posiciones en listas | Mejores posiciones en listas | Mejores posiciones en listas | Álbum           |
| Año                                    | Sencillo                           | UK                           | CAN                          | NZ                           | US                           | US AC                        | US Adult                     | US Pop                       | Álbum           |
| -------------------------------------- | ---------------------------------- | ---------------------------- | ---------------------------- | ---------------------------- | ---------------------------- | ---------------------------- | ---------------------------- | ---------------------------- | --------------- |
| 2000                                   | "Back Here"                        | 5                            | —                            | 18                           | 13                           | 1                            | 12                           | 8                            | Sooner or Later |
| 2001                                   | "Still On Your Side"               | 8                            | —                            | —                            | 54                           | —                            | 40                           | 14                           | Sooner or Later |
| 2001                                   | "Ghost of You and Me"              | —                            | —                            | —                            | —                            | 8                            | —                            | 28                           | Sooner or Later |
| 2001                                   | "Love Is Leaving"                  | —                            | —                            | —                            | —                            | —                            | —                            | —                            | Sooner or Later |
| 2002                                   | "Out of My Heart (Into Your Head)" | 36                           | 22                           | 19                           | 56                           | 25                           | 23                           | 20                           | Into Your Head  |
| 2003                                   | "Staring Into Space"               | —                            | —                            | —                            | —                            | —                            | —                            | —                            | Into Your Head  |
| "—" denota que no entró en los charts. |                                    |                              |                              |                              |                              |                              |                              |                              |                 |

### Music videos
- "Back Here" *Versión inglesa, dirigida por Dani Jacobs.
- "Back Here" *Versión estadounidense, dirigida por Dani Jacobs.
- "Ghost Of You And Me" dirigida por Nigel Dick.

## DVD
- 2001 - Music in High Places: Live In Vietnam (DVD/VHS)
- 2001 - Sooner Or Later: Our First Year in America (DVD/VHS)
- 2002 - Out Of My Heart (Into Your Head) (DVD)